# Västra Spöland

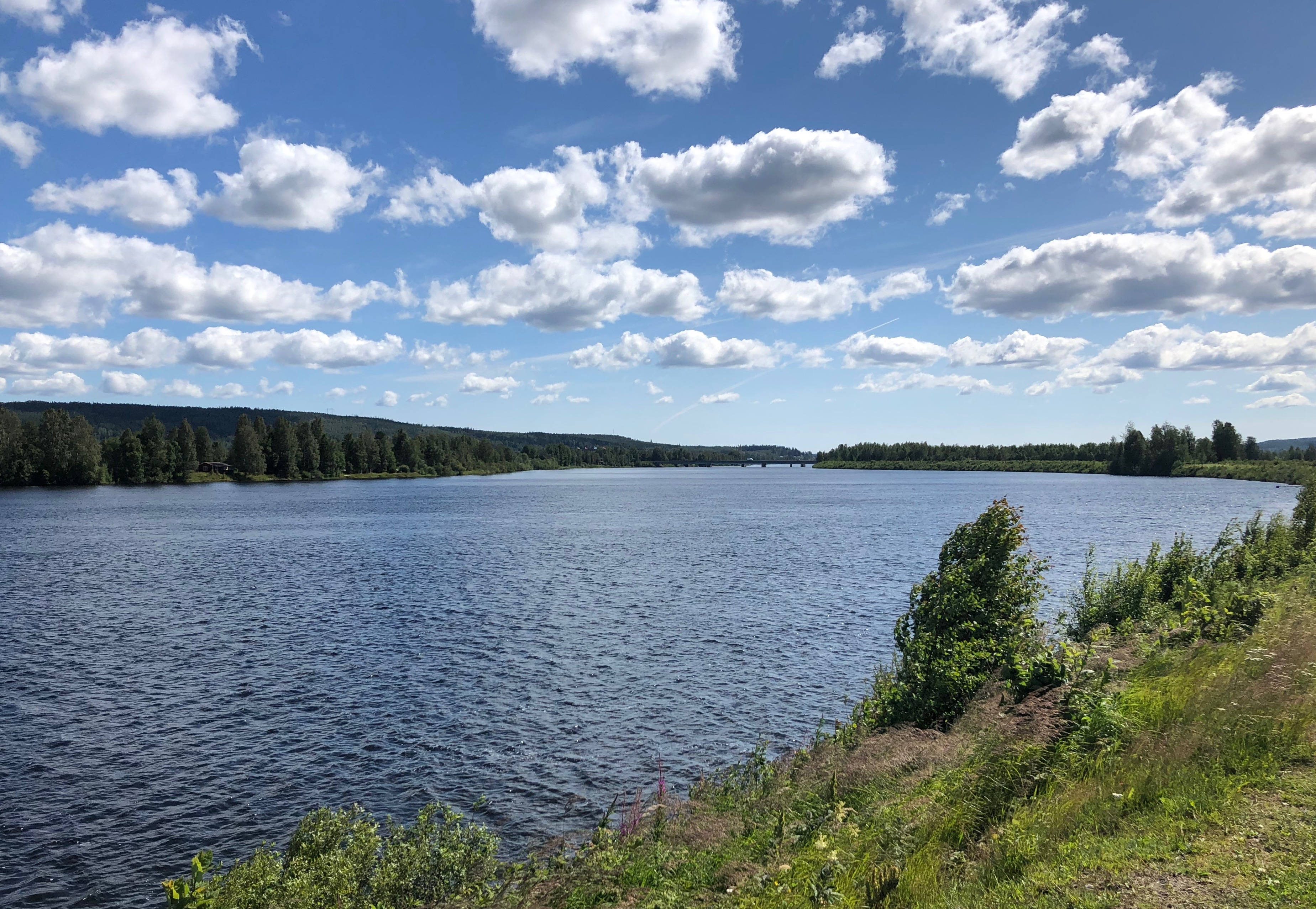
Umeälvsbron (E12/Blå vägen vid Vännäsby, sedd från Västra Spöland.

Västra Spöland är en småort i Vännäs kommun, Västerbottens län. Den är en del av byn Spöland som ligger på båda sidor om Vindelälven.